# Philip Showalter Hench
Philip Showalter Hench (Pittsburgh, 28 febbraio 1896 – Ocho Rios, 30 marzo 1965) è stato un medico statunitense noto soprattutto per aver scoperto l'efficacia terapeutica del cortisone, nel 1948.

## Biografia

### La vita privata e gli studi
Figlio di Jacob Bixler Hench e Clara Showalter, Philip Showalter Hench nacque nel 1896 a Pittsburgh. Dopo aver conseguito l'istruzione primaria nelle scuole locali, entrò nello Lafayette College, in Pennsylvania. Il Dottor Hench iniziò la sua carriera da medico interno nel Saint Francis Hospital, nel 1923, e in seguito decise di legarsi alla Mayo Clinic come assistente nel reparto delle malattie reumatiche. In questi anni egli sposò Mary Genevieve Kahler, figlia di John Henry Kahler e i due ebbero due figli e due figlie. Negli anni seguenti, l'altro sposalizio, quello con la Mayo Foundation (nata dall'University of Minnesota's department in Medicine), si consolidò ulteriormente: da assistente era passato a capo di reparto. Nel biennio 1928-1929 egli decise di studiare all'estero, nella Freiburg University e nella von Müller Clinic di Monaco.

### Il servizio militare
Il giovane Philip si era arruolato nel corpo medico dell'esercito statunitense, ma fu in seguito trasferito tra i corpi di scorta per completare il tirocinio di medicina a Pittsburgh (1920). Inoltre durante gli anni della guerra, nel 1942, egli prestò servizio militare come tenente-colonnello del corpo medico. Ciò gli valse vari riconoscimenti pubblici.

### L'ascesa professionale
La carriera di Hench fu invidiabile, in quanto permeata di titoli e riconoscimenti. Dallo Lafayatte College egli ottenne il titolo americano AB (Bachelor of Arts, equivalente alla laurea di primo livello). Nel 1920, all'età di 24 anni, egli ricevette inoltre il DM (Doctor of Medicine) dall'Università di Pittsburgh. Dal 1932 ebbe inizio la grande scalata al successo: da Assistant Professor e Associate Professor della Mayo Foundation, Hench fu chiamato ad assumere la prestigiosa cattedra di Professor of Medicine, ancora legata al suo nome. A questi si aggiungono i titoli del servizio medico militare di dirigente del Medical Service e direttore dell'Army's Rheumatism Centre all'Army and Navy Generic Hospital

### L'intima amicizia intellettuale
Alla fine degli anni '30 Hench coltivò una stretta amicizia e collaborazione con Edward C. Kendall, che in quegli anni isolava la tiroxina e si stava immergendo nell'ambito delle ricerche surrenali. Senza l'aiuto di un biochimico esperto come Edward, probabilmente le cose non sarebbero mai migliorate.

## La scoperta
Ai tempi di Hench era opinione diffusa che l'artrite reumatoide fosse causata da un microrganismo ignoto, ragion per cui grandi energie venivano spese allo scopo di trovare una sostanza antibatterica che potesse sconfiggere la malattia, come era successo anni prima con la penicillina. Un giorno il dr. Hench osservò casualmente in un paziente un miglioramento indotto dall'ittero; tuttavia egli non aveva idea di quale fattore potesse aver indotto il miglioramento, men che meno secondo quali modalità. Egli decise di chiamare questa sostanza sconosciuta come "Sostanza X" e, negli esperimenti seguenti, tentò di capire quale composto avesse compiuto il "miracolo", somministrando di tutto ai suoi pazienti.
«È importante per noi individuare i potenti, ancorché accidentali, antidoti della natura... [ma] i passi successivi appartengono al futuro».
L'acuta osservazione sarebbe stata vana se non fosse stato per un'altra intuizione del dottore: egli aveva osservato che la gravidanza era in grado di affievolire i sintomi della malattia; da ciò dedusse che la "sostanza X" poteva essere ricavata dall'effetto combinato di gravidanza e malfunzionamento epatico. Tuttavia la produzione di quello che in seguito fu chiamato "composto E" sarebbe avvenuta solo a seguito di un impegnativo programma di ricerca sulle ghiandole surrenali varato durante la guerra dall'aviazione statunitense, in risposta alla notizia che la Germania stava facendo incetta di ghiandole surrenali bovine provenienti da mattatoi argentini, grazie alle quali sarebbero state potenziate le capacità dei piloti nazisti.
Nel 1948 il dottor Lewis Serat della casa farmaceutica Merck riuscì finalmente a produrre l'ignota sostanza: era iniziata l'era dei corticosteroidi, dei veri e propri farmaci miracolosi che riuscirono a combattere uno straordinario numero di malattie.

## Il cortisone, oggi
Il composto è un ormone della corteccia surrenale, che (come l'idrocortisone, più attivo) agisce soprattutto sul ricambio dei carboidrati e delle proteine, ma possiede anche un'azione antinfiammatoria e antiallergica. Concorre alla guarigione modificando le reazioni dell'organismo verso alcuni agenti patogeni.
Le principali indicazioni del cortisone riguardano il reumatismo articolare acuto e cronico, le malattie allergiche ed in particolare le forme gravi di asma, le malattie infettive con gravi stati di choc come la febbre tifoide, l'epatite virale ed il tetano.
Il cortisone fu isolato nel 1936 da Tadeusz Reichstein in Svizzera e da Edward Calvin Kendall e Oskar Paul Wintersteiner negli Stati Uniti.
In riconoscimento della scoperta, Hench ricevette, con il suo collaboratore Kendall e con Reichstein, il premio Nobel per la medicina e la fisiologia del 1950.

## Curiosità
Hench parlava a voce alta e in maniera non molto chiara in quanto aveva una grave malformazione al palato. Ciononostante sapeva essere molto espressivo e talvolta si manifestò un abile oratore. Egli amava la musica, la fotografia e il tennis. Praticava inoltre la professione di Storico Medico ed era diventato membro della Sherlock Holmes Society.